# Звёзды главной последовательности спектрального класса A
Звёзды главной последовательности спектрального класса A (A V) — это карликовые звёзды главной последовательности, использующие водород в качестве топлива, спектрального класса A и класса светимости V. Эти звёзды имеют спектры, которые определяются сильными линиями бальмеровского поглощения водорода. Эти звёзды имеют массу в 1,4-2,1 раз больше массы Солнца и температуры поверхности от 7 000 до 11 500 К. Этот температурный диапазон придаёт звёздам A-типа бело-жёлтый оттенок. Поскольку звезда главной последовательности называются карликовыми звёздами, то этот класс звёзд можно также назвать бело-жёлтыми карликами. Яркими и близкими примерами являются Альтаир (A7 V), Сириус A (A1 V) и Вега (A0 V).
Звёзды спектрального класса А не имеют конвективной зоны и, следовательно, не должны иметь магнитного поля. Как следствие, поскольку у них нет сильных звёздных ветров, у них нет средств для генерации рентгеновского излучения.

## Характеристики стандартных звёзд
| Класс звезды | Масса (Mʘ) | Радиус (Rʘ) | Mv  | Tэфф (K) |
| ------------ | ---------- | ----------- | --- | -------- |
| A0V          | 2.40       | 1.87        | 0.7 | 9727     |
| A2V          | 2.19       | 1.78        | 1.3 | 8820     |
| A5V          | 1.86       | 1.69        | 2.  | 7880     |
| A6V          | 1.8        | 1.66        | 2.1 | 7672     |
| A7V          | 1.74       | 1.63        | 2.3 | 7483     |
| A8V          | 1.66       | 1.6         | 2.4 | 7305     |
| A9V          | 1.62       | 1.55        | 2.5 | 7112     |

Йеркская классификация с учётом светимости (МКК)) содержит плотную сетку карликовых стандартных звёзд типа A; однако не все они сохранились до наших дней в качестве стандартных. Опорными точками системы спектральной классификации МКК среди карликовых звёзд главной последовательности A-типа, то есть тех стандартных звёзд, которые остались неизменными в течение многих лет и могут использоваться для определения спектров, считаются Вега (A0 V), Фекда (A0 V), Фомальгаут (A3 V). Первоначальный обзор классификации MK, проведённый Morgan&Keenan (1973), не дал никаких стандартных звёзд между типами A3 V и F2 V. HD 23886 был предложен в качестве стандарта A5 V в 1978 году. Ричард Грей и Роберт Гаррисон предложили список звёзд поздних спектральных типов (A7, A9) в спектральную последовательность карликов класса A в работах в 1987 года и 1989 года. Они перечисляют список быстро и медленно вращающихся спектрально-стандартных карликов A-типа, включая HD 45320 (A1 V), HD 88955 (A2 V), 2 Южной Гидры (A7 V), 21 Малого Льва (A7 V) и 44 Кита (A9 V). Помимо стандартов МК, представленных в статьях Моргана, Грея и Гариссона, иногда можно встретить, в качестве стандартной звезды, Дельта Льва (A4 V). Но в списках нет опубликованных стандартных звёзд A6 V и A8 V.

## Планеты
Звёзды спектрального класса А являются молодыми (обычно несколько сотен миллионов лет) и многие излучают инфракрасное излучение (ИК) сверх того, что можно было бы ожидать от одной звезды. Этот избыток инфракрасного излучения связан с выбросом пыли из остаточного диска, где образуются планеты. Исследования показывают, что массивные планеты обычно образуются вокруг звёзд спектрального класса А, хотя эти планеты трудно обнаружить с помощью метода доплеровской спектроскопии. Это связано с тем, что звёзды А-типа обычно вращаются очень быстро, что затрудняет измерение небольших доплеровских сдвигов, вызванных вращающимися планетами, поскольку спектральные линии очень широкие. Тем не менее, этот тип массивной звезды в конечном итоге превращается в более холодный красный гигант, который вращается медленнее и, следовательно, может быть измерен с использованием метода лучевых скоростей. По состоянию на начало 2011 года около 30 планет класса Юпитер были обнаружены вокруг эволюционирующих оранжевых гигантов, включая Поллукс, Гамма Цефея и Йота Дракона. Доплеровские исследования среди большого разнообразия звёзд показывают, что минимум у 1 из 6 звёзд с удвоенной массой Солнца спектрального класса А вращается одна или нескольких планет размером с Юпитер по сравнению с 1 из 16 звёзд спектрального класса G.
Список некоторых ближайших звёзд спектрального класса A, о которых известно, что они имеют планеты, включает в себя:
| Звезда         | Спектральный класс | Расстояние, св. лет | Подтверждённых планет |
| Фомальгаут     | A3 V               | 25.0                | 1                     |
| Бета Живописца | A5 V               | 63                  | 1                     |
| HR 8799        | A5 V               | 129                 | 4                     |
| HD 95086       | A8 V               | 300                 | 1                     |
| WASP-33        | A5 V               | 378                 | 1                     |